# Stelis acutiventris
Stelis acutiventris är en biart som beskrevs av Linsley 1939. Stelis acutiventris ingår i släktet pansarbin, och familjen buksamlarbin. Inga underarter finns listade i Catalogue of Life.